# Filomena Tamarit e Ibarra
Filomena Tamarit e Ibarra (Valencia, 22 de enero de 1845 - Valencia, 18 de mayo de 1921), aristócrata y benefactora española, VII marquesa de San Joaquín y Pastor, hija de Juan Bautista Tamarit y Vives (m. 1899), VI marqués de San Joaquín y Pastor, y de su esposa Teresa Ibarra y Esteller.

## Instituto asilo de San Joaquín
Tras enviudar sin descendencia de Enrique Villarroya Llorens, con quien casara en 1884, instituyó en 1915 una fundación para la educación de señoritas pobres, que dio lugar al Instituto asilo de San Joaquín. Se optó construir el edificio que albergara el mencionado colegio, encomendando el proyecto al arquitecto Demetrio Ribes Marco, siendo finalizadas las obras por el también arquitecto Francisco Mora Berenguer. En 1931 el Gobierno de la República, suprimidas sus características funcionales, tomó el inmueble para instituto de segunda enseñanza con el nombre de «Blasco Ibáñez» y, como la Fundación de san Joaquín pleiteaba por recuperarlo, el Estado lo adquirió en 1962; finalmente se demolió, construyéndose el actual Instituto de formación profesional San Vicente Ferrer, cuyo acceso se encuentra en el cruce de las calles Almirante Cadarso y Burriana, en el Ensanche (Valencia).